# Hotto Motto

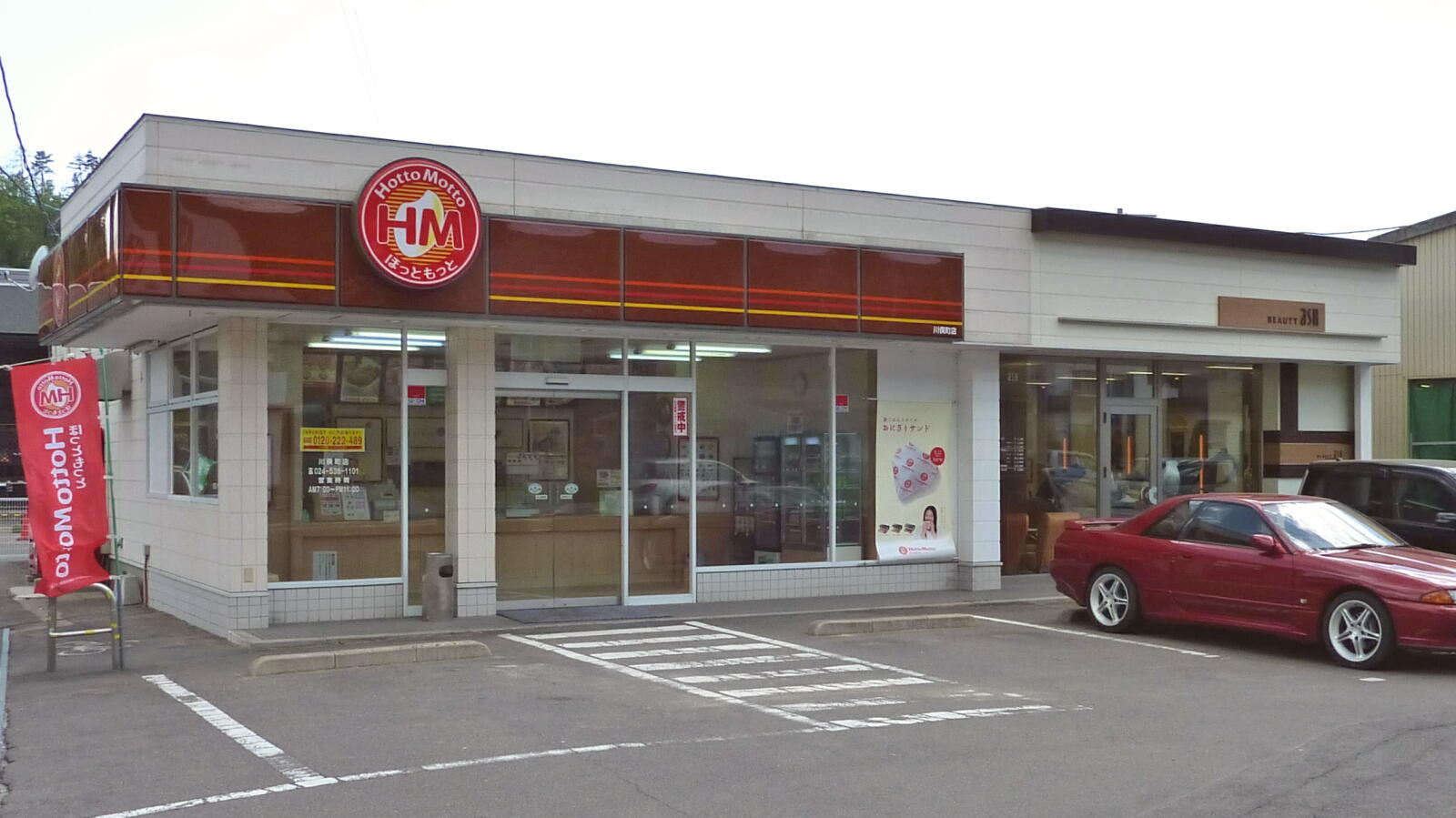
更熱餐廳川俣町店(福岛县伊達郡)

更熱餐廳是日本的餐饮连锁店，主营便当。由滿溢公司创建，主要以东日本、九州、山口地方为中心营业。2011年至今，在日本便当业界是规模最大的连锁店。曾经隶属于北甲亭，后来分离。現在在韓國部分地區也有分店。

## 营业地域
在以下41个县城，共有2483家店。
| 运营公司        | 运营公司   | 运营公司      | 地区 |
| --------------- | ---------- | ------------- | --- |
| 滿溢公司 (直营) | 移行前展開 | 合并前直营    | 山口县、福岡县、佐賀县、長崎县、 熊本县、大分县、宮崎县、鹿儿島县                                                                   |
| 滿溢公司 (直营) | 移行前展開 | 旧公司:北甲亭 | 北海道、山形县、宮城县、新潟县、 福島县、群馬县、栃木县、山梨县、 長野县、埼玉县、東京都、静岡县                                    |
| 滿溢公司 (直营) | 移行前展開 | 旧公司:上升   | 千葉県、神奈川县 |
| 滿溢公司 (直营) | 移行後展開 | 移行後展開    | 秋田县、岩手县、岐阜县、愛知县、 滋賀县、京都府、奈良县、大阪府、 兵庫县、岡山县、德岛县、香川县、 愛媛县、高知县、和歌山县、三重县 |
| 加盟公司        | 謝科公司   | 謝科公司      | 茨城县 |
| 加盟公司        | 大腦公司   | 大腦公司      | 冲绳县、广岛县(移行後展開) |

2013年至今只在青森县、北陆地方2县（福井、富山）、山阴地方2县（島根、鳥取）没有展店。

## CM代言人
- 山口智充（飯在那裏?）（2010年3月16日 - 12月31日）
- AKB48（2011年1月1日 - 3月、出發吧!炸肉排博览会、2012年1月6日 -）
  - 2011年4月的鸡肉店由高桥南、北原里英、指原莉乃、峯岸南4人出演。
  - 2012年1月的腰肉排飯由高桥南、北原里英、板野友美3人出演。
- 2012年7月「我们一起吃饭吧。」由渡边麻友、北原里英2人出演。
- 新生香奈子(2011年5月 - 烧肉便当・蔥鹽燒肉便当)
- 天田優奈(2011年6月-魚子酸菜便當・同CM的敘述由中尾彬担当）
- 自由音乐（2011年7月-9月、「基马格伦x霍托更多的《夏季方言》」）
- 永加(2011年8月-蔬菜拌饭・韓式豪华便当)
- 桂三枝（日语：桂文枝 (6代目)）・苗条俱乐部(2011年11月-新・幕後便當)